# 潘向黎
潘向黎（1966年10月—），福建泉州人，汉族，中国当代作家，中国民主促进会会员。第十三届全国人民代表大会上海地区代表。

## 生平
2018年2月24日，当选为第十三届全国人大代表。

## 作品
小说《穿心莲》、《白水青菜》；散文集《茶可道》、《清香的日常》